# Halančík tyrkysový
Halančík tyrkysový (Nothobranchius furzeri) je krátkověká sladkovodní ryba z řádu halančíkovců (Cyprinodontiformes), patřící do skupiny afrických anuálních halančíků rodu Nothobranchius.  Areál je omezen na savany jižního Mosambiku a Zimbabwe. Halančík tyrkysový je nejrychleji dospívající obratlovec – po vykulení z jikry je ve věku 14 dní schopen rozmnožovat se. Obývá mělké periodické tůně, které se naplní v období dešťů a během několika měsíců vyschnou. Halančík přežívá několikaměsíční suchou periodu v substrátu, v klidovém stadiu jikry. Je obratlovcem s nejkratší délkou života v zajetí (obvykle žije kratší dobu než 1 rok), a proto se stal významným modelovým organismem ve výzkumu stárnutí.
Halančík tyrkysový byl poprvé nalezen v roce 1968 a pro vědu byl popsán v roce 1971 z tůně v národním parku Gona-re-Zhou v Zimbabwe.

## Popis
Halančík tyrkysový je malá ryba, dosahuje max. celkové délky (angl. TL) 6,5 cm. Pohlavně dospívá při průměrné délce (angl. Lm) 3,2 cm. Má koncová ústa s mírně delší spodní čelistí. Je to druh bentopelagický, obývá dno i otevřenou vodu. Čelisti jsou ozubené ve 3–4 řadách. Halančík tyrkysový je ryba s výrazným pohlavním dimorfismem a pohlavním dichromatismem – samci jsou větší a výrazněji zbarvení než samice. Póry postranní čáry nejsou na šupinách zjevné a v podélné ose těla má 28–30 šupin (šupiny na ocasní ploutvi nepočítaje). Tělo samic má hnědou až šedohnědou barvu bez vzorování. Šupiny samců jsou tyrkysově modré s tmavým lemováním a tvoří na těle síťovitou strukturu. Hřbetní, řitní a ocasní ploutve mají na bázi mramorování, které směrem od těla postupně slábne. Prsní ploutve mívají nádech od žluté přes oranžovou až do červené barvy s výrazným světlým lemem. Hřbetní ploutev bývá obvykle tmavá s červeným nádechem a světlým mramorováním, řitní ploutev červená s mramorováním. Samci používají hřbetní a řitní ploutev k zachycení a přitlačení samice k třecímu substrátu při třecím aktu. Jsou známy dvě barevné formy samců (červená a žlutá), které se liší barvou ocasní ploutve. Je obvyklé, že v přírodních populacích žijí samice déle než samci.
Druh prospívá v teplé vodě v rozmezí teplot 20–30 °C.

## Geografické rozšíření a habitat
Areál halančíka tyrkysového je omezen na savany jižního Mosambiku, a to na sever od řeky Inkomati po řeku Save, konkrétně v oblasti povodí řek Limpopo, Changane, Chefu, Mazimechopes a Vaneteze. Areál částečně zasahuje do Zimbabwe blízko hranic s Mosambikem (Sazale Pan v národním parku Gona Re Zhou).  Zajímavostí je, že velké řeky tvoří pro halančíka tyrkysového nepřekonatelnou bariéru, a tak jsou populace z každé strany řeky geneticky odlišné.
Rozšíření halančíka tyrkysového je vázané na periodické tůně, které se v africké savaně naplní pouze v období dešťů. Jsou to obvykle mělké prolákliny v rovinaté savaně, kde se při intenzivních deštích zadrží voda. Ne všechny tůně obývají halančíci, protože anuální halančíci jsou vázáni na specifický typ půdy – čtvrtohorní aluviální usazeniny (vertisoly), které zajišťují optimální podmínky k přežití jiker v substrátu během období, kdy je tůň bez vody. Doba, po kterou je tůň naplněna vodou, závisí na množství spadlých srážek, hloubce tůně, velikosti tůně a na vrstvě nepropustného substrátu. Halančíkové tůně jsou často využívány dobytkem, slony a další africkou faunou jako kaliště a napajedla. Vlivem rozrušování jílovitého dna faunou a silného zahnojení je voda zakalená. Naopak některé halančíkové tůně jsou hustě zarostlé vodní vegetací a mají vodu čirou. Obvyklá hloubka tůně nepřesahuje 80 cm. V průběhu dne dochází k dramatickým výkyvům teplot, kdy teplota u hladiny může přesáhnout 38 °C v odpoledních hodinách a noční teplota může klesnout ke 20 °C. Různé oblasti výskytu halančíka tyrkysového se liší v ročním srážkovém úhrnu, a tak populace z vnitrozemí žijí v sušší oblasti s kratší periodou zaplnění tůní. To se projevuje i na krátkověkosti halančíků, kdy halančíci ze sušších oblastí se dožívají nižšího věku než halančící z vlhčích oblastí. Delší doba dožití halančíků z vlhčích oblastí je zachována i při laboratorním chovu.
Halančík tyrkysový může být v tůni jediným druhem ryby nebo může koexistovat s dalšími, šířeji rozšířenými dvěma druhy anuálních halančíků: halančíkem ozdobným (Nothobranchius orthonotus) a s halančíkem Nothobranchius pienaari. Často se také vyskytuje s bahníkem západoafrickým (Protopterus annectens). Společný výskyt halančíka tyrkysového s neanuálními druhy ryb není příliš obvyklý. Halančík tyrkysový je ohrožen zejména úbytkem přirozených habitatů vlivem lidské činnosti, jako je stavba silnic, těžba nerostných surovin nebo chemizace a intenzifikace zemědělství.

## Potrava
Halančík tyrkysový je dravý a živí se drobnými bezobratlými živočichy, především larvami hmyzu, planktonními korýši a jinými bezobratlými živočichy včetně hmyzu z vodní hladiny. Větší jedinci pozřou i larvy vážek či pulce žab. Halančíci se vyskytují v silně zakalených tůních i v tůních s čistou vodou a charakter zakalení ovlivňuje typ lovené potravy. V zakalené vodě se soustředí na více kontrastní potravu než v čisté vodě, kde loví i vizuálně hůře detekovatelnou potravu. Samice konzumují více potravy, přestože jsou tělesně menší než samci. Halančíci se stávají kořistí bahníků, velkých dravých ploštic rodu mohutnatka (Belostoma) či ptáků (volavek, čápů, ledňáčků aj., přičemž mnohem snazší kořistí pro ně je barevný a aktivní samec než samice). Obvyklá potrava používaná při chovu halančíků v zajetí jsou larvy pakomárů (Chironomidae), avšak z hlediska laboratorního chovu není tato potrava optimální kvůli riziku zavlečení nákaz. Proto se v laboratorním chovu začíná uplatňovat krmení granulemi. Z pokusů s granulovaným krmivem vyplývá, že halančíci tyrkysoví vyžadují výživu s vysokým (> 55 % v sušině) obsahem proteinů .

## Rozmnožování a životní cyklus
Halančík tyrkysový dospívá v přírodě do 14 dní od vykulení z jikry. Jde tak o doposud nejrychleji dospívajícího obratlovce. Při intenzivní péči v zajetí může dospět za 18 dní, ale při standardní péči dospívá přibližně v 5. týdnu od vylíhnutí.  Halančík tyrkysový se tře u dna, přičemž samec obejme samici hřbetní a řitní ploutví a přitlačí ji k substrátu. Během tření samice vypustí obvykle jednu jikru, kterou samec oplodní. Další tření může probíhat se stejným samcem i s jiným. Halančík tyrkysový se rozmnožuje denně a v přírodě se tře většinou ráno nebo brzy odpoledne. Jikry samic jsou v přírodě ovulovány brzy ráno a jedna samice denně vyprodukuje 20–120 jiker. Halančík tyrkysový je jedna z mála ryb, u které bylo popsáno reprodukční stárnutí (senescence), tedy pokles plodnosti v pokročilém věku.
Jikra halančíka tyrkysového má elipsoidní tvar s nejdelší osou přibližné délky 1,0–1,2 mm. Embryo je jediným stadiem, které přežívá vyschnutí tůně. Jikra je odolná vůči vysychání substrátu, protože má zesílený jikerný obal (zejména vrstvu zona radiata interna) – ve srovnání s neanuálními druhy je zesílen přibližně desetinásobně. Další adaptací je vstup embrya do diapauzy, tedy do stadia zastavení embryonálního vývoje, ve kterém embryo přečká nepříznivé podmínky do nového zavodnění tůně. Jsou definovány tři základní diapauzy, kdy se zastavuje embryonální vývoj. V přírodě jsou diapauzy ovlivňovány podmínkami prostředí, kdy první diapauza nastává brzy po oplození jikry v mokrém hypoxickém bahně. Druhá diapauza nastává po vyschnutí substrátu tůně. Třetí diapauza se objevuje po opětovném zvlhčení substrátu tůně na začátku období dešťů, ještě před naplněním tůně srážkovou vodou. Nejdelší období života prožije halančík v klidovém stadiu jikry ve vyschlém substrátu. Nepoměrně kratší období prožije jako dospělec.

## Délka života
Halančík tyrkysový je živočich s nejkratší délkou života mezi obratlovci, které lze chovat v zajetí. Může dospět během 14 dní a životní cyklus uzavřít již po několika týdnech od vylíhnutí z jikry. Jednotlivé generace se obvykle nepřekrývají, protože jsou od sebe odděleny suchou periodou.
V přírodě se halančík tyrkysový dožívá obvykle věku 0,75–4 měsíců.  Avšak stabilní populace halančíků žijí i v tůních, které jsou zavodněny jen po dobu tří až pěti týdnů, a tím se řadí mezi obratlovce s nejkratší přirozenou délkou života. Halančíci ze sušších oblastí se dožívají nižšího věku než halančíci z vlhčích oblastí. Vlivem kratšího zavodnění tůně jsou halančíci pod menším selekčním tlakem z hlediska délky života. Tím dochází ke kumulování neutrálních a škodlivých mutací zkracujících život, a tak jsou rozdíly v délce života mezi populacemi patrné i při chovu za shodných podmínek v zajetí. Další z přirozených faktorů ovlivňujících délku života halančíka tyrkysového je rychlost embryonálního vývoje, která negativně ovlivňuje délku dožití. V zajetí se halančíci tyrkysoví (od vylíhnutí z jikry až po smrt) mohou dožívat podstatně vyššího věku, a to v rozsahu 3–17 měsíců, díky absenci negativních vlivů, jako je predace, nemoci, kvalita vody ad. Krátký život není důsledkem předčasného úmrtí, ale akumulací všech životních projevů do krátkého časového intervalu, a tak halančík tyrkysový během života vykazuje běžné znaky stárnutí obratlovců.
Experimentálně bylo prokázáno, že délka života je prodloužena při chovu v nižších teplotách,  při výkyvech teploty simulujících výkyvy teploty v jeho přirozeném prostředí,  při podávání antioxidantu resveratrolu s krmivem nebo při snížení kalorického příjmu potravy.

## Význam pro člověka
Halančík tyrkysový je optimálním a důležitým modelovým organismem. Provádí se na něm např. výzkum stárnutí, ekotoxikologický výzkum, výzkum regeneračních schopností obratlovců a je také vhodným objektem evoluční ekologie.
Halančík tyrkysový je atraktivní druh pro akvaristy specializované na chov anuálních halančíků.